# Charmion King
Charmion King, née le 25 juillet 1925 à Toronto (Canada et morte le 6 janvier 2007 à Toronto (Canada)), est une actrice canadienne.

## Filmographie
- 1964 : Départ sans adieux (Nobody Waved Good-bye) : la mère de Peter
- 1966 : Don't Forget to Wipe the Blood Off
- 1969 : Don't Let the Angels Fall : Myrna
- 1974 : House of Pride (en) (série TV) : Mary Kirby
- 1977 : Who Has Seen the Wind : Mrs. Abercrombie
- 1985 : Anne of Green Gables (TV) : Aunt Josephine
- 1987 : Anne of Green Gables: The Sequel (TV) : Aunt Josephine Barry
- 1988 : Shadow Dancing (en) : Grace Meyerhoff
- 1994 : Broken Lullaby (TV)
- 1998 : My Own Country (TV) : Young Man's Mother
- 1998 : Last Night : Grandmother
- 2001 : Les Femmes du clan Kennedy (Jackie, Ethel, Joan: The Women of Camelot) (TV) : Rose Kennedy
- 2001 : Picture Claire : Lady on the Train
- 2002 : A Promise : Mum

## Anecdotes
Mariée à Gordon Pinsent, elle était la mère de Leah Pinsent.